# (5419) Бенуа
(5419) Бенуа (лат. Benua) — типичный астероид главного пояса, открыт 29 сентября 1981 года советским астрономом Людмилой Журавлёвой в Крымской астрофизической обсерватории и 4 мая 1999 года назван в честь архитекторов Николая Бенуа и Леонтия Бенуа и художника Александра Бенуа.

## Обнаружение и именование
(5419) Бенуа
Открыт 29 сентября 1981 года в Научном Л. В. Журавлёвой.
Назван в память о русском архитекторе Николае Леонтьевиче Бенуа (фр. Benois; 1813—1898), а также о его сыновьях, архитекторе Леонтии Николаевиче Бенуа (1856—1928) и художнике Александре Николаевиче Бенуа (1870—1960).
Оригинальный текст (англ.)5419 Benua
Discovered 1981-09-29 by Zhuravleva, L. V. at Nauchnyj.
Named in memory of the Russian architect Nikolaj Leont'evich Benua (Benois; 1813—1898), as well as of his sons, the architect Leontij Nikolaevich Benua (1856—1928) and the painter Aleksandr Nikolaevich Benua (1870—1960).
Источники: DISCOVERY.DB; M.P.C. 34621.

## Орбита

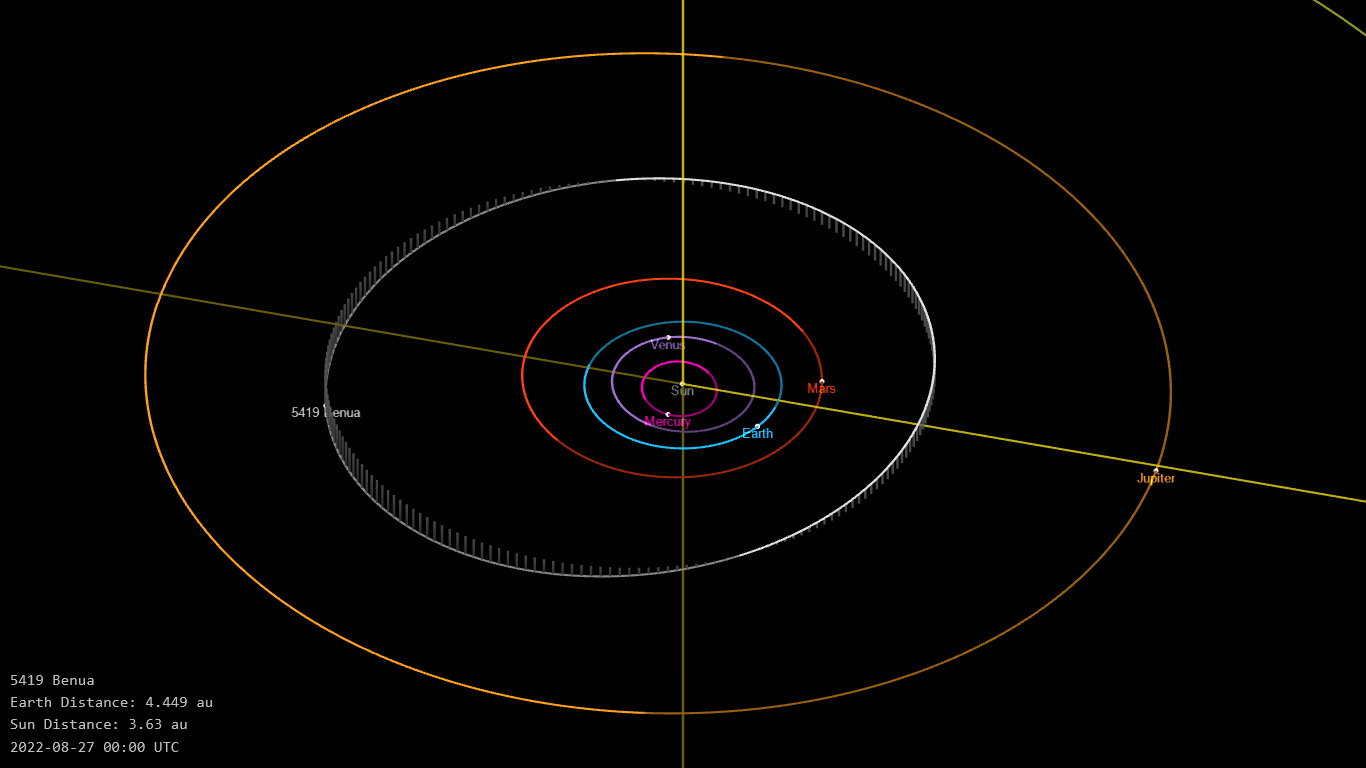
Орбита астероида Бенуа и его положение в Солнечной системе

## Физические характеристики
Астероид относится к таксономическому классу C.
По результатам наблюдений в видимом и ближнем инфракрасном диапазоне космического телескопа NEOWISE диаметр астероида оценивался равным 13,907±0,237 км и 11,54±3,08 км. Согласно тем же источникам альбедо оценивается как 0,0833±0,0104, 0,10±0,06 и 0,083±0,010.